# Эступиньян Басс, Нельсон
Нельсон Эступиньян Басс (иногда Бас, исп. Nelson Estupiñán Bass; 19 сентября 1912, Суа, Эсмеральдас, Эквадор — 3 марта 2002, Херши, Пенсильвания, США) — эквадорский писатель, поэт, драматург, сатирик и публицист.

## Биография
Родился в городе Суа в преимущественно афроэквадорской провинции Эсмеральдас. Как и многие уроженцы этих мест, был потомком рабов из Африки. Вначале получал домашнее образование от своей матери, затем перебрался из Эсмеральдаса в столицу Кито, где окончил Высшую школу Хуана Монтальво со степенью в области учёта в 1932 году. Затем учительствовал в столице в средней школе. Басс отождествлялся с Коммунистической партией Эквадора в течение этого времени, и в 1934 году получил возможность опубликовать два своих стиха (Canto a la Negra Quinceañera и Anúteba) в ежедневной социалистической газете La Tierra.

## Творчество
В 1943 году Эступиньян Басс завершил своё первое крупное произведение — роман «Когда цвели гуаяканы» (Cuadno Los Guayacanes Florecían), ставший одним из его самых известных и читаемых в Эквадоре и Латинской Америке литературных проектов. Он был опубликован в 1950 году Домом эквадорской культуры (Casa de la Cultura Ecuatoriana). В романе повествуется о тяжелом положении афроэквадорцев, использовавшихся в качестве пешек в противостоянии Консервативной и Либеральной партий, и о попытке их эмансипации в ходе «Либеральной революции» Элоя Альфаро 1895—1900 и 1906—1911 годов и последующей борьбы его сторонников, в том числе восстания Карлоса Кончи 1913—1916 годов. На русском языке перевод вышел в 1978 году.
С 1954 по 1974 года вышло три сборника его поэзий, а поэма «Месть» позднее вошла под названием «Чёрный Орфей» во «Всемирную антологию негритянской поэзии», вышедшую на немецком языке. В его произведения и лекциях 1940-х и 1950-х годов ощущается влияние панафриканизма.
В 1962 году Басс женился на Лус Архентине Чирибоге (род. в 1940), которая впоследствии стала известной благодаря произведениям, в которых сочетались латиноамериканские, афроэквадорские и феминистские темы. Они вернулись из Кито в Эсмеральдас, где в 1966 году Басс стал первым президентом регионального отделения национального Casa de la Cultura Ecuatoriana под названием Археологический музей «Карлос Меркадо Ортис».
Эступиньян Басс был номинирован на Нобелевскую премию по литературе в 1998 году. В ходе время проведения серии лекций в 2002 году в Университете штата Пенсильвания он заболел пневмонией и скончался от смертельной болезни в медицинском центре Херши. Басса помнят как одного из самых плодовитых афро-латиноамериканских писателей Эквадора, представляющего южноамериканское выражение африканской диаспоры.

## Произведения

### Романы
- 1954 — Когда цвели гуаяканы (Cuando los guayacanes florecían), Кито;
- 1958 — Рай (El paraíso), Кито;
- 1966 — Последняя река (El último río), Кито;
- 1974 — Светящиеся дорожки (Senderos brillantes), Кито;
- 1978 — Летние двери (Las puertas del verano), Кито;
- 1978 — Комендантский час (Toque de queda), Гуаякиль;
- 1981 — Под облачным небом (Bajo el cielo nublado), Кито;
- 1993 — Зарисовки на желтом канарском воздухе (Los canarios pintaron el aire amarillo);
- 1994 — К северу от Бога (Al norte de Dios), Кито.

### Публицистика
- 1977 — Мерцающий свет: руководство по старому Эсмеральдасу (Luces que titilan: guía de la vieja Esmeraldas), Эсмеральдас;
- 1982 — Путешествие по чёрной поэзии (Viaje alrededor de la poesía negra), Кито;
- 1983 — Сумерки (El Crepúsculo);
- 1992 — С балконных пролетов (Desde un balcón volado), Кито.

### Переводы на русский
- Нельсон Эступиньян Басс. Когда цвели гуаяканы / Пер. с испан. Ю. Павлова. Предисл. В. Гончарова. — Москва: Художественная литература, 1978. — 208 с.